# Groensporig stromabesje
Het groensporig stromabesje (Berlesiella nigerrima) is een schimmel uit de familie Herpotrichiellaceae. Hij komt voor in loofbossen op rijke zandgronden.

## Kenmerken
Anamorf
De anamorf van de schimmel is vergelijkbaar met Exophiala in cultuur.
Telemorf
De teleomorf van de schimmel vorm zwarte, ascostromata op ostiolen of stromata van Diatrypaceae. Deze zijn 400-550 µm breed en 280-350 µm hoog, met een oppervlak bedekt door korte zwarte setae. De interne weefsels bevatten dikke, bruine cellen die overgaan in radiaal gerangschikte hoekige cellen.
De asci zijn 8-sporig en meten 45-52 x 14-18 µm. De ascosporen zijn glad, grijsbruin, guttuleren, dunwandig, 5-septaat en meten 13,7-17,5 x 5,2-6,2 µm.

## Verspreiding
Deze meeste vondsten van deze soorten komen uit Europa. In Nederland komt het groensporig stromabesje zeldzaam voor. 